# Nickelnkulk

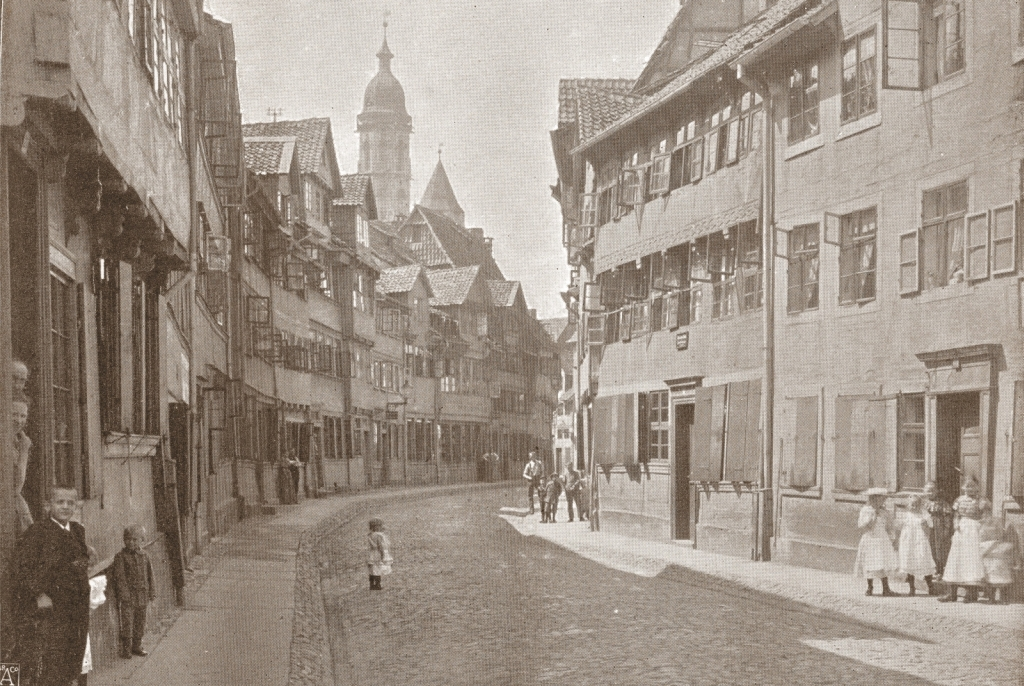
Der Nickelnkulk von Norden um 1897
(im Hintergrund die Türme der Andreaskirche)

Der Nickelnkulk war eine Straße in Braunschweig, die dort seit mindestens 1304 nachgewiesen ist. Zusammen mit der gesamten Bebauung wurde sie während des Zweiten Weltkriegs im Feuersturm des Bombenangriffs vom 15. Oktober 1944 vollständig zerstört und nie wieder aufgebaut.

## Straßenverlauf

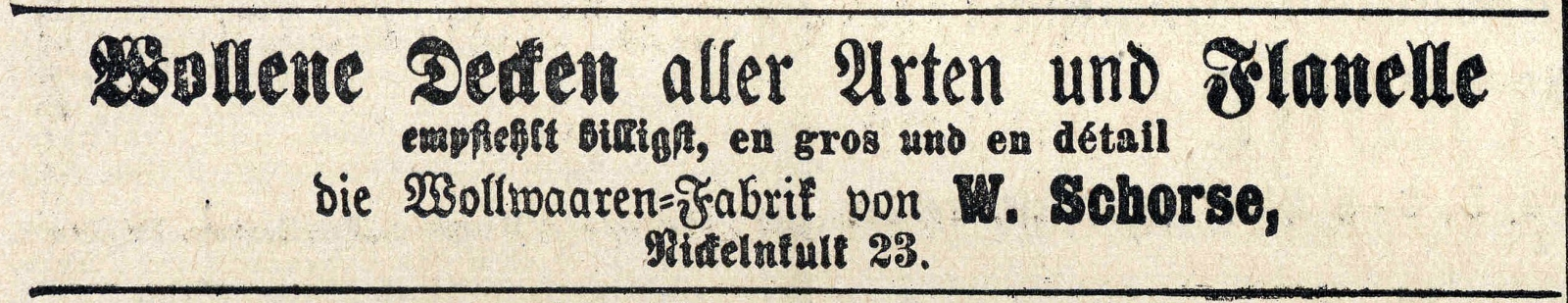
Zeitungswerbung von 1880

Der Nickelnkulk zweigte rechtwinklig von der Kaiserstraße nach Nordnordosten ab und endete in einer Art Sackgasse, die aber kurz vor ihrem oberen Ende abrupt nach Osten über eine Holzbrücke, die dort einen Nebenarm der Oker überquerte, abzweigte, wo man auf den Geiershagen gelangte. Der Nickelnkulk war ein feuchtes Gebiet an der tiefstgelegenen Stelle Braunschweigs, ca. 1 m unter dem Wasserspiegel der nahen Oker, was v. a. im Frühjahr oft zu Überschwemmungen führte.
Die Bebauung bestand ausschließlich aus Fachwerkhäusern mit meist zwei Etagen. Sie gehörten zu den ärmsten Wohnquartieren der Stadt. Die Häuser wurden hauptsächlich von Handwerkerfamilien, vor allem Gerbern, Schustern und Lakenmachern bewohnt, die dort über Jahrhunderte ihrer Arbeit nachgegangen waren.

## Zerstörung im Zweiten Weltkrieg und Verschwinden

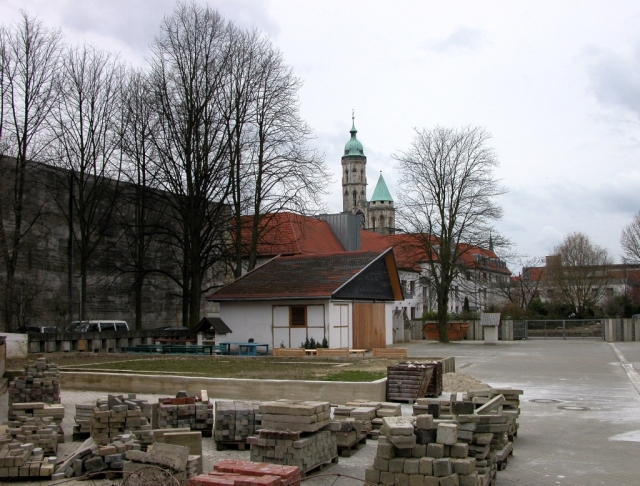
So sah der Ort, an dem sich der Nickelnkulk befand, 2006 aus. Das dunkle Gebäude links ist der Bunker Kaiserstraße, im Hintergrund die Türme von St. Andreas.

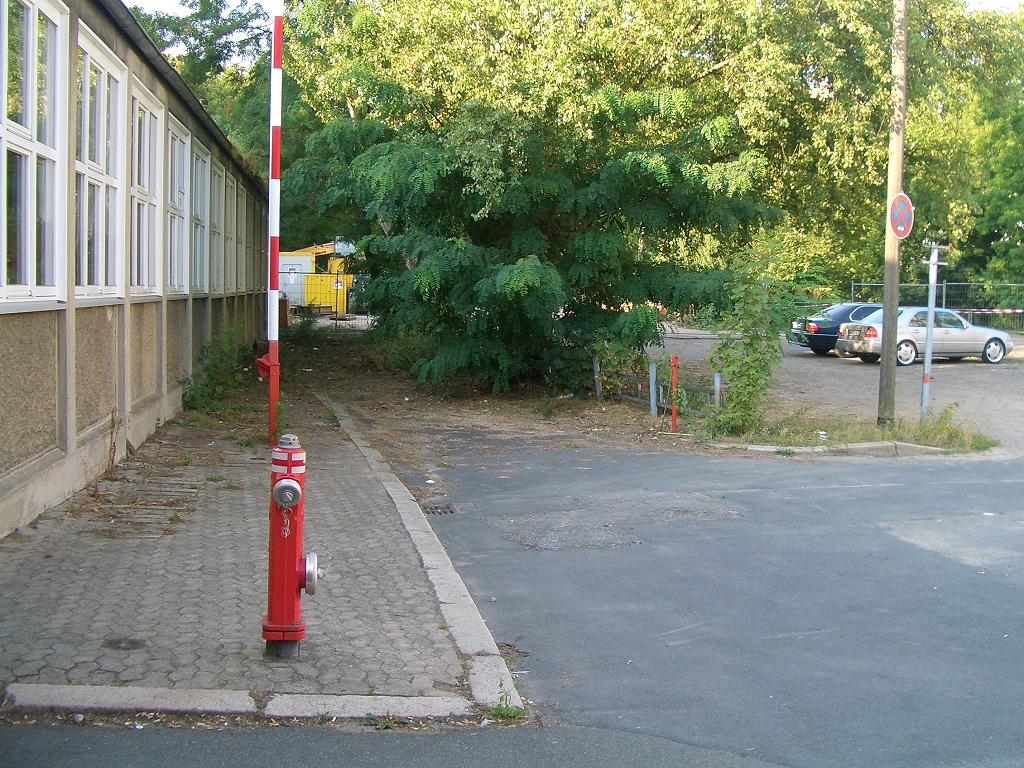
Reste des Nickelnkulks am gleichen Standort, jedoch entgegengesetzte Blickrichtung (2009). Der Bordstein ist ein originaler Straßenrest, der Geiershagen zweigt rechts ab.

Zusammen mit zahlreichen anderen Straßenzügen der Braunschweiger Innenstadt, unter anderem in der Umgebung der Andreaskirche, gehört der Nickelnkulk zu denen, die am 15. Oktober 1944 vollständig durch den Bombenangriff jener Nacht zerstört wurden. Neben dem Nickelnkulk waren in der unmittelbaren Nähe auch Rehnstoben und Geiershagen so vollständig zerstört, dass sie nicht wieder aufgebaut wurden. Stattdessen wurden sie zum Teil mit neuen Gebäuden überbaut bzw. sind wie der Geiershagen immer noch unbebaut (Nutzung zur Zeit als Parkplatz), sodass der alte Straßenverlauf nicht mehr erkennbar ist bzw. nicht mehr existiert.
Per Beschluss des Braunschweiger Stadtrates vom 18. September 1985 wurde der Name Nickelnkulk für aufgehoben erklärt – folglich existiert diese Straße heute nicht mehr.

## Spottgedicht
Ein altes Braunschweiger Spottgedicht verdeutlicht die soziale Situation der Anwohner:
Murenstrate, Klint und Werder,
davor hüte sich ein jeder.
Nickelnkulk is och nich beter,
denn da wohn’n die Messerstäker.
Lange Strate ach nicht minder,
denn da wohnen viele Kinder!
Auf Hochdeutsch:
Mauernstraße, Klint und Werder,
davor hüte sich ein jeder.
Nickelnkulk ist auch nicht besser,
denn da wohnen die Messerstecher.
Lange Straße auch nicht minder,
denn da wohnen viele Kinder!
Davon nur leicht abgewandelt ist folgender Vers:
Mauernstraße, Klint und Werder,
ja, da wohnen Deutschverderber.
Nickelnkulk ist auch nicht besser,
denn da wohnen Menschenfresser.
Die aufgezählten Mauernstraße (im Osten der Innenstadt), Klint (im Süden), Werder (im Norden) und Lange Straße (im Westen) galten viele Jahrhunderte hindurch als die Wohnquartiere der Armen.

## Deutung des Namens

Der Nickelnkulk von Norden 1893

1304 und 1312 ist Nickerkulk, 1333 Nickerkolk und ab 1391 anscheinend wahllos wechselnd Nickerkulk, Nicker oder Necker belegt. Im Nahbereich der Straße befand sich im Mittelalter ein Turm an der Stadtmauer, er wurde im Jahre 1320 als turris im Nickelnkulk erwähnt. 1671 findet sich die Schreibweise Nicol Kolgh, 1720 Nicolaikulk (in der fälschlichen Annahme die Nikolaikapelle habe hier und nicht am Okerhafen Damm/Münzstraße gestanden.).
Als wahrscheinlichste Deutung des Namens gilt, dass er sich von einem Wassergeist, Nicker genannt, herleitet. Nach Grimm bedeutet Necker bzw. Nicker „daemon aquatiens“, nach A. Lübben Elf, bzw. Wasserelfe. Kulk wiederum bezeichnet ein Wasserloch oder feuchtes Terrain. Monika Zeidler führt aus, dass sich auch nach Trockenlegung des Braunschweiger Weichbildes Hagens durch Friesen und Holländer, die Heinrich der Löwe extra dafür nach Braunschweig geholt hatte, immer noch Sumpf- und Wasserlöcher dort gehalten haben sollen. Da Nicker auch als „Teufel“ verstanden wurde, kann der Straßenname auch als „Teufelsloch“ gedeutet werden.
Richard Andree deutete den Namen in seinem Werk Braunschweiger Volkskunde von 1901 wie folgt:

„Der ‚hâkemann‘ oder ‚nicker‘ sitzt im Born oder sonst im Wasser und zieht die Kinder, die dem Born zu nahe kommen, mit einem Haken zu sich herab. […] der Nickerkulk […] hat vom Nicker ihren [sic] Namen, der dort in einem Kulk hauste. In der Schöninger Gegend haust der Wassergeist ‚nickelkêrl‘.“

Eine wenig plausible zweite Deutungsalternative besteht darin, dass sich der Straßenname von Bischof Nikolaus von Myra ableiten soll, da sich eine 1178 nach ihm benannte St. Nikolaus-Kapelle auf dem Nickelnkulk befunden haben soll. Diese Variante erscheint jedoch wenig glaubwürdig, da es keinerlei Dokumente oder sonstige Überlieferungen bzgl. der Existenz einer Kapelle an dieser Stelle der Stadt gibt.
Die in Braunschweig geborene und aufgewachsene Schriftstellerin Ricarda Huch schrieb 1927 in ihrem Buch Im Alten Reich. Lebensbilder deutscher Städte Folgendes über das Braunschweig ihrer Kindheit und den Nickelnkulk:

„Braunschweig – Um Kinder herum ist Paradies und Märchen, und darum war mir Braunschweig, wo ich geboren und aufgewachsen bin, eine Märchenstadt. […] Häuser und Namen um mich her flossen zu ahnungsvollen Schauplätzen zusammen. Der Nickelnkulk, der so wüst und verloren aussah, daß man sich nicht leicht hineinwagte, klang wie dunkler Teich, in dem gefährliches Wasservolk haust […]“

## Literarische Adaption
Der Nickelnkulk taucht bei zwei Braunschweiger Autoren als wesentliches Motiv eines ihrer Werke auf: 1883 bei Ludwig Hänselmann in Der Nickerkulk und 1995 in einem Kriminalroman von Dirk Rühmann mit dem Titel Der Mann, der den Nickelnkulk suchte.